# Ternana Calcio 2023-2024
Questa voce raccoglie le informazioni riguardanti la Ternana Calcio nelle competizioni ufficiali della stagione 2023-2024.

## Stagione
La stagione 2023-2024 è stata per la Ternana la 31ª partecipazione alla seconda serie del Campionato italiano di calcio. Il 24 luglio 2023 la società cambia proprietà: Stefano Bandecchi lascia il posto al fondatore di Pharmaguida, Nicola Guida, che assume la carica di presidente.. Il debutto stagionale avviene il 13 agosto 2023, nella sconfitta esterna per 1 a 0 contro la Salernitana, incontro valido per i trentaduesimi di Coppa Italia.. Meno di una settimana dopo, il 19 agosto, avviene l'esordio in campionato, nella sconfitta in casa per 1 a 2 contro la Sampdoria.. Dopo avere raccolto una vittoria, tre pareggi e otto sconfitte in campionato, con la squadra al penultimo posto in classifica, il 6 novembre 2023 viene esonerato Cristiano Lucarelli. Al suo posto gli subentra Roberto Breda. I rossoverdi concludono la stagione regolare al 16º posto; per via di questa posizione, la squadra ha affrontato il Bari nel doppio confronto dei Play-out: la gara di andata giocata al San Nicola il 16 maggio 2024, termina sul risultato di 1 a 1, mentre al ritorno, il 23 maggio, la squadra perde in casa per 0 a 3, venendo condannata alla retrocessione in Serie C.

## Organigramma societario
Tratto dal sito ufficiale.
Area direttiva
- Presidente: Nicola Guida[15]
- Vicepresidente: Antonio Margiotta
- Consigliere di Amministrazione: Valerio Toniolo
- Direttore generale: Antonio Scaramuzzino
- Direttore operativo: Giuseppe D’Aniello

Area organizzativa
- Segretari: Vanessa Fenili, Francesca Caffarelli
- Team manager: Mattia Stante

Area comunicazione
- Responsabile della Comunicazione: Lorenzo Modestino

Area marketing
- Ufficio marketing: Sergio Salvati
- Social Media Manager: Gloria Panfili

Area sanitaria
- Responsabile: Dr. Michele Martella
- Medici sociali: Dr. Carmelo Gentile, Dr.ssa Alessandra Favoriti, Dr. Massimo Francucci
- Responsabile fisioterapisti: Valerio Caroli, Daniele Marchetti

Area tecnica
- Direttore sportivo: Stefano Capozucca[15][16]
- Responsabile settore giovanile: Silvio Paolucci
- Responsabile settore femminile: Isabella Cardone
- Allenatore: Cristiano Lucarelli (1ª-12ª);
 Roberto Breda (12ª-)
- Allenatore in seconda: Richiard Vanigli (1ª-12ª);
 Vincenzo Melidona (12ª-)
- Collaboratore tecnico: Paolo Favaretto
- Match Analyst: Ivan Francesco Alfonso
- Preparatore atletico: Luca Casali
- Preparatore dei portieri: Pietro Spinosa

## Divise e sponsor
Il Main Sponsor per la stagione 2023-2024 è Pharmaguida, il Back Sponsor è Telematica Italia e lo Sleeve Sponsor è Orsolini, mentre lo sponsor tecnico è Macron.

## Rosa
Tratto dal sito ufficiale.
In corsivo i calciatori ceduti a stagione in corso.
Rosa aggiornata al 1º febbraio 2024.
| N. |                        | Ruolo | Calciatore                        |
| -- | ---------------------- | ----- | --------------------------------- |
| 1  | Italia (bandiera)      | P     | Antony Iannarilli                 |
| 3  | Italia (bandiera)      | D     | Alessandro Celli                  |
| 3  | Italia (bandiera)      | D     | Riccardo Zoia                     |
| 4  | Danimarca (bandiera)   | D     | Frederik Sørensen (vice capitano) |
| 5  | Italia (bandiera)      | C     | Filippo Damian                    |
| 5  | Romania (bandiera)     | D     | Gabriele Boloca                   |
| 6  | Spagna (bandiera)      | C     | Jesús Alba Ramos                  |
| 6  | Italia (bandiera)      | D     | Christian Dalle Mura              |
| 8  | Italia (bandiera)      | C     | Mattia Proietti                   |
| 8  | Paesi Bassi (bandiera) | C     | Kees de Boer                      |
| 9  | Italia (bandiera)      | A     | Antonio Raimondo                  |
| 10 | Uruguay (bandiera)     | C     | César Falletti                    |
| 10 | Uruguay (bandiera)     | C     | Gastón Pereiro                    |
| 11 | Italia (bandiera)      | A     | Gabriele Capanni                  |
| 11 | Polonia (bandiera)     | A     | Jan Żuberek                       |
| 12 | Lituania (bandiera)    | P     | Titas Krapikas                    |
| 13 | Italia (bandiera)      | D     | Valerio Mantovani                 |
| 15 | Argentina (bandiera)   | C     | Tiago Casasola                    |
| 16 | Italia (bandiera)      | C     | Giacomo Faticanti                 |
| 17 | Italia (bandiera)      | A     | Andrea Favilli                    |
| 18 | Italia (bandiera)      | P     | Tommaso Vitali                    |
| 19 | Italia (bandiera)      | D     | Marco Capuano (capitano)          |
| 20 | Italia (bandiera)      | C     | Fabrizio Paghera                  |

| N. |                      | Ruolo | Calciatore              |
| -- | -------------------- | ----- | ----------------------- |
| 22 | Italia (bandiera)    | P     | Denis Franchi           |
| 23 | Francia (bandiera)   | D     | Salim Diakité           |
| 24 | Italia (bandiera)    | C     | Federico Viviani        |
| 25 | Polonia (bandiera)   | C     | Jakub Łabojko           |
| 26 | Croazia (bandiera)   | D     | Luka Bogdan             |
| 27 | Italia (bandiera)    | C     | Costantino Favasuli     |
| 28 | Italia (bandiera)    | A     | Filippo Distefano       |
| 29 | Italia (bandiera)    | C     | Gabriele Onesti         |
| 30 | Italia (bandiera)    | A     | Ottavio Garau           |
| 32 | Italia (bandiera)    | D     | Filippo Sgarbi          |
| 33 | Italia (bandiera)    | D     | Christian Travaglini    |
| 44 | Italia (bandiera)    | D     | Lorenzo Lucchesi        |
| 65 | Italia (bandiera)    | A     | Federico Dionisi        |
| 66 | Finlandia (bandiera) | C     | Niklas Pyyhtiä          |
| 71 | Italia (bandiera)    | C     | Gregorio Luperini       |
| 72 | Italia (bandiera)    | C     | Lorenzo Amatucci        |
| 73 | Romania (bandiera)   | C     | Andrei Mărginean        |
| 77 | Brasile (bandiera)   | P     | Gabriel Brazão          |
| 79 | Argentina (bandiera) | C     | Franco Carboni          |
| 91 | Italia (bandiera)    | D     | Niccolò Corrado         |
| 94 | Francia (bandiera)   | D     | Ange Caumenan N’Guessan |
| 99 | Italia (bandiera)    | A     | Alexis Ferrante         |

## Calciomercato

### Sessione estiva (dal 1º/07 al 1º/09)
| Acquisti         | Acquisti             | Acquisti           | Acquisti         |
| R.               | Nome                 | da                 | Modalità         |
| ---------------- | -------------------- | ------------------ | ---------------- |
| P                | Gabriel Brazão       | Inter              | prestito         |
| D                | Lorenzo Lucchesi     | Fiorentina         | prestito         |
| D                | Christian Travaglini | Cagliari           | prestito         |
| D                | Alessandro Celli     | Südtirol           | fine prestito    |
| C                | Costantino Favasuli  | Fiorentina         | prestito         |
| C                | Tiago Casasola       | Perugia            | definitivo       |
| C                | Jakub Łabojko        | Brescia            | definitivo       |
| C                | Mărginean            | Sassuolo           | prestito         |
| C                | Jesús Alba Ramos     | Barcellona Atlètic | definitivo       |
| C                | Niklas Pyyhtiä       | Bologna            | prestito         |
| C                | Gregorio Luperini    | Perugia            | definitivo       |
| A                | Antonio Raimondo     | Bologna            | prestito         |
| A                | Federico Dionisi     | Ascoli             | definitivo       |
| Altre operazioni |                      |                    |                  |
| R.               | Nome                 | da                 | Modalità         |
| A                | Andrea Favilli       | Genoa              | rinnovo prestito |

| Cessioni | Cessioni             | Cessioni         | Cessioni              |
| R.       | Nome                 | a                | Modalità              |
| -------- | -------------------- | ---------------- | --------------------- |
| P        | Titas Krapikas       | Audace Cerignola | definitivo            |
| D        | Luca Ghiringhelli    | Südtirol         | definitivo            |
| D        | Bruno Martella       | Feralpisalò      | prestito              |
| D        | Luka Bogdan          | Ascoli           | prestito              |
| C        | Antonio Palumbo      | Modena           | definitivo            |
| D        | Mame Ass Ndir        | Alessandria      | prestito              |
| C        | Federico Furlan      | Città di Varese  | risoluzione contratto |
| C        | Marino Defendi       | Narnese          | svincolato            |
| C        | Francesco Di Tacchio | Südtirol         | prestito              |
| C        | Davide Agazzi        | Benevento        | definitivo            |
| C        | Filippo Damian       | Casertana        | risoluzione contratto |
| C        | Francesco Cassata    | Genoa            | fine prestito         |
| C        | Mamadou Coulibaly    | Salernitana      | fine prestito         |
| A        | Anthony Partipilo    | Parma            | definitivo            |
| A        | Stefano Pettinari    | Reggiana         | definitivo            |
| A        | Alfredo Donnarumma   | Catanzaro        | prestito              |
| A        | Pietro Rovaglia      | Juve Stabia      | prestito              |
| A        | Alexis Ferrante      | Benevento        | prestito              |
| A        | Gabriele Capanni     | Rimini           | prestito              |
| A        | Gabriele Onesti      | Narnese          | svincolato            |

### Operazioni esterne alle sessioni
| Acquisti | Acquisti         | Acquisti  | Acquisti   |
| R.       | Nome             | da        | Modalità   |
| -------- | ---------------- | --------- | ---------- |
| C        | Federico Viviani | Brescia   | definitivo |
| C        | Kees de Boer     | VVV-Venlo | definitivo |
| A        | Ottavio Garau    | Reggina   | svincolato |

| Cessioni | Cessioni         | Cessioni  | Cessioni              |
| R.       | Nome             | a         | Modalità              |
| -------- | ---------------- | --------- | --------------------- |
| C        | Mattia Proietti  | Casertana | definitivo            |
| C        | Jesús Alba Ramos | Antequera | risoluzione contratto |
| C        | Fabrizio Paghera | Brescia   | definitivo            |

### Sessione invernale (dal 2/1 al 1º/2)
| Acquisti | Acquisti             | Acquisti   | Acquisti   |
| R.       | Nome                 | da         | Modalità   |
| -------- | -------------------- | ---------- | ---------- |
| P        | Denis Franchi        | Burnley    | prestito   |
| D        | Christian Dalle Mura | Fiorentina | prestito   |
| D        | Ange N’Guessan       | Torino     | prestito   |
| D        | Gabriele Boloca      | Albenga    | definitivo |
| D        | Filippo Sgarbi       | Cosenza    | prestito   |
| D        | Riccardo Zoia        | Vis Pesaro | prestito   |
| C        | Giacomo Faticanti    | Lecce      | prestito   |
| C        | Franco Carboni       | Inter      | prestito   |
| C        | Gastón Pereiro       | Cagliari   | prestito   |
| C        | Lorenzo Amatucci     | Fiorentina | prestito   |
| A        | Jan Żuberek          | Inter      | prestito   |

| Cessioni | Cessioni               | Cessioni    | Cessioni             |
| R.       | Nome                   | a           | Modalità             |
| -------- | ---------------------- | ----------- | -------------------- |
| P        | Gabriel Brazão         | Inter       | fine prestito        |
| D        | Alessandro Celli       | Catania     | definitivo           |
| D        | Niccolò Corrado        | Modena      | prestito             |
| D        | Christian Travaglini   | Cagliari    | risoluzione prestito |
| D        | Salim Diakité          | Palermo     | definitivo           |
| D        | Valerio Mantovani      | Ascoli      | definitivo           |
| C        | César Falletti         | Cremonese   | definitivo           |
| A        | Ottavio Gabriele Garau | Juve Stabia | prestito             |

## Risultati

### Serie B

#### Girone di ritorno
| Arbitro: | Perenzoni (Rovereto) |

|                                   |           |             |
| G. Ricci 41’ Nasti 43’ Dorval 83’ | Marcatori | 86’ Diakité |

### Play-out
| Arbitro: | Aureliano (Bologna) |

|           |           |             |
| Nasti 59’ | Marcatori | 82’ Pereiro |

| Arbitro: | La Penna (Roma) |

|  |           |                                       |
|  | Marcatori | 45+2’ Di Cesare 51’ Ricci 64’ Sibilli |

### Coppa Italia

#### Turni eliminatori
| Arbitro: | Giua (Olbia) |

|             |           |  |
| Candreva 7’ | Marcatori |  |

## Statistiche

### Statistiche di squadra
Statistiche aggiornate al 23 maggio 2024.
| Competizione | Punti | In casa | In casa | In casa | In casa | In casa | In casa | In trasferta | In trasferta | In trasferta | In trasferta | In trasferta | In trasferta | Totale | Totale | Totale | Totale | Totale | Totale | DR |
| Competizione | Punti | G       | V       | N       | P       | Gf      | Gs      | G            | V            | N            | P            | Gf           | Gs           | G      | V      | N      | P      | Gf     | Gs     | DR |
| ------------ | ----- | ------- | ------- | ------- | ------- | ------- | ------- | ------------ | ------------ | ------------ | ------------ | ------------ | ------------ | ------ | ------ | ------ | ------ | ------ | ------ | -- |
| Serie B      | 43    | 19      | 5       | 7       | 7       | 16      | 16      | 19           | 6            | 3            | 10           | 27           | 34           | 38     | 11     | 10     | 17     | 43     | 50     | -7 |
| Coppa Italia | -     | 0       | 0       | 0       | 0       | 0       | 0       | 1            | 0            | 0            | 1            | 0            | 1            | 1      | 0      | 0      | 1      | 0      | 1      | -1 |
| Totale       | 43    | 19      | 5       | 7       | 7       | 16      | 16      | 20           | 6            | 3            | 11           | 27           | 35           | 39     | 11     | 10     | 18     | 43     | 51     | -8 |

### Andamento in campionato
| Giornata  | 1  | 2  | 3  | 4  | 5  | 6  | 7  | 8  | 9  | 10 | 11 | 12 | 13 | 14 | 15 | 16 | 17 | 18 | 19 | 20 | 21 | 22 | 23 | 24 | 25 | 26 | 27 | 28 | 29 | 30 | 31 | 32 | 33 | 34 | 35 | 36 | 37 | 38 |
| --------- | -- | -- | -- | -- | -- | -- | -- | -- | -- | -- | -- | -- | -- | -- | -- | -- | -- | -- | -- | -- | -- | -- | -- | -- | -- | -- | -- | -- | -- | -- | -- | -- | -- | -- | -- | -- | -- | -- |
| Luogo     | C  | T  | C  | C  | T  | C  | T  | C  | T  | C  | T  | C  | T  | C  | T  | C  | T  | T  | C  | T  | C  | T  | C  | C  | T  | C  | T  | C  | T  | C  | T  | C  | T  | T  | C  | T  | C  | T  |
| Risultato | P  | P  | P  | N  | P  | N  | P  | V  | N  | P  | P  | P  | N  | N  | V  | V  | V  | P  | N  | P  | V  | P  | P  | N  | V  | N  | V  | P  | P  | V  | P  | N  | V  | N  | P  | P  | V  | V  |
| Posizione | 12 | 16 | 17 | 17 | 17 | 17 | 19 | 17 | 16 | 18 | 19 | 19 | 19 | 19 | 18 | 17 | 15 | 16 | 17 | 17 | 15 | 17 | 17 | 16 | 16 | 16 | 16 | 16 | 17 | 16 | 17 | 17 | 14 | 15 | 17 | 17 | 16 | 16 |

Fonte: Lega B
Legenda:

Luogo: C = Casa; T = Trasferta. Risultato: V = Vittoria; N = Pareggio; P = Sconfitta.

### Statistiche dei giocatori
In corsivo i calciatori ceduti a stagione in corso.
| Giocatore     | Serie B  | Serie B | Serie B     | Serie B    | Coppa Italia | Coppa Italia | Coppa Italia | Coppa Italia | Totale   | Totale | Totale      | Totale     |
| Giocatore     | Presenze | Reti    | Ammonizioni | Espulsioni | Presenze     | Reti         | Ammonizioni  | Espulsioni   | Presenze | Reti   | Ammonizioni | Espulsioni |
| ------------- | -------- | ------- | ----------- | ---------- | ------------ | ------------ | ------------ | ------------ | -------- | ------ | ----------- | ---------- |
| L. Amatucci   | 16+2     | 0       | 4           | 0          | 0            | 0            | 0            | 0            | 18       | 0      | 4           | 0          |
| L. Bogdan     | 1        | 0       | 0           | 0          | 1            | 0            | 1            | 0            | 2        | 0      | 1           | 0          |
| G. Boloca     | 7        | 0       | 3           | 1          | 0            | 0            | 0            | 0            | 7        | 0      | 3           | 1          |
| G. Brazão     | 0        | -0      | 0           | 0          | 0            | -0           | 0            | 0            | 0        | -0     | 0           | 0          |
| G. Capanni    | 0        | 0       | 0           | 0          | 1            | 0            | 0            | 0            | 1        | 0      | 0           | 0          |
| M. Capuano    | 26       | 0       | 2           | 1          | 0            | 0            | 0            | 0            | 26       | 0      | 2           | 1          |
| F. Carboni    | 19+2     | 1       | 4           | 0          | 0            | 0            | 0            | 0            | 21       | 1      | 4           | 0          |
| T. Casasola   | 36+2     | 4       | 6           | 0          | 1            | 0            | 0            | 0            | 39       | 4      | 6           | 0          |
| A. Celli      | 16       | 1       | 3           | 0          | 1            | 0            | 0            | 0            | 17       | 1      | 3           | 0          |
| N. Corrado    | 18       | 0       | 0           | 0          | 1            | 0            | 0            | 0            | 19       | 0      | 0           | 0          |
| K. de Boer    | 23+2     | 0       | 7           | 1          | 0            | 0            | 0            | 0            | 25       | 0      | 7           | 1          |
| C. Dalle Mura | 12+2     | 0       | 1           | 0          | 0            | 0            | 0            | 0            | 14       | 0      | 1           | 0          |
| F. Damian     | 1        | 0       | 0           | 0          | 1            | 0            | 0            | 0            | 2        | 0      | 0           | 0          |
| S. Diakité    | 19       | 3       | 6           | 0          | 1            | 0            | 1            | 0            | 20       | 3      | 7           | 0          |
| F. Dionisi    | 22+2     | 1       | 3           | 0          | 0            | 0            | 0            | 0            | 24       | 1      | 3           | 0          |
| F. Distefano  | 31+2     | 7       | 3           | 0          | 1            | 0            | 0            | 0            | 34       | 7      | 3           | 0          |
| C. Falletti   | 19       | 1       | 4           | 0          | 1            | 0            | 0            | 0            | 20       | 1      | 4           | 0          |
| G. Faticanti  | 9+2      | 0       | 1           | 0          | 0            | 0            | 0            | 0            | 11       | 0      | 1           | 0          |
| C. Favasuli   | 29+2     | 0       | 3           | 0          | 1            | 0            | 0            | 0            | 32       | 0      | 3           | 0          |
| A. Favilli    | 23       | 1       | 2           | 1          | 0            | 0            | 0            | 0            | 23       | 1      | 2           | 1          |
| A. Ferrante   | 1        | 0       | 0           | 0          | 1            | 0            | 0            | 0            | 2        | 0      | 0           | 0          |
| D. Franchi    | 0        | -0      | 0           | 0          | 0            | -0           | 0            | 0            | 0        | -0     | 0           | 0          |
| O. Garau      | 0        | 0       | 0           | 0          | 0            | 0            | 0            | 0            | 0        | 0      | 0           | 0          |
| A. Iannarilli | 32+2     | -48     | 4           | 0          | 1            | -1           | 0            | 0            | 35       | -49    | 4           | 0          |
| T. Krapikas   | 0        | -0      | 0           | 0          | 0            | -0           | 0            | 0            | 0        | -0     | 0           | 0          |
| J. Łabojko    | 23       | 0       | 9           | 0          | 1            | 0            | 0            | 0            | 24       | 0      | 9           | 0          |
| L. Lucchesi   | 25+2     | 2       | 6           | 0          | 0            | 0            | 0            | 0            | 27       | 2      | 6           | 0          |
| G. Luperini   | 34+2     | 4       | 8           | 0          | 0            | 0            | 0            | 0            | 36       | 4      | 8           | 0          |
| V. Mantovani  | 15       | 0       | 0           | 0          | 1            | 0            | 0            | 0            | 16       | 0      | 0           | 0          |
| A. Mărginean  | 10       | 0       | 2           | 0          | 0            | 0            | 0            | 0            | 10       | 0      | 2           | 0          |
| A. N’Guessan  | 0+1      | 0       | 0           | 0          | 0            | 0            | 0            | 0            | 1        | 0      | 0           | 0          |
| F. Paghera    | 1        | 0       | 0           | 0          | 0            | 0            | 0            | 0            | 1        | 0      | 0           | 0          |
| G. Pereiro    | 18+2     | 6       | 5           | 0          | 0            | 0            | 0            | 0            | 20       | 6      | 5           | 0          |
| M. Proietti   | 2        | 0       | 1           | 0          | 1            | 0            | 0            | 0            | 3        | 0      | 1           | 0          |
| N. Pyyhtiä    | 31       | 1       | 3           | 0          | 0            | 0            | 0            | 0            | 31       | 1      | 3           | 0          |
| A. Raimondo   | 38+2     | 9       | 4           | 0          | 0            | 0            | 0            | 0            | 40       | 9      | 4           | 0          |
| J. Ramos      | 0        | 0       | 0           | 0          | 0            | 0            | 0            | 0            | 0        | 0      | 0           | 0          |
| F. Sgarbi     | 9        | 1       | 2           | 0          | 0            | 0            | 0            | 0            | 9        | 1      | 2           | 0          |
| F. Sørensen   | 16       | 2       | 2           | 0          | 1            | 0            | 0            | 0            | 17       | 2      | 2           | 0          |
| C. Travaglini | 0        | 0       | 0           | 0          | 0            | 0            | 0            | 0            | 0        | 0      | 0           | 0          |
| T. Vitali     | 6        | -6      | 1           | 0          | 0            | -0           | 0            | 0            | 6        | -6     | 1           | 0          |
| F. Viviani    | 5        | 0       | 1           | 0          | 0            | 0            | 0            | 0            | 5        | 0      | 1           | 0          |
| R. Zoia       | 3+1      | 0       | 0           | 0          | 0            | 0            | 0            | 0            | 4        | 0      | 0           | 0          |
| J. Żuberek    | 1        | 0       | 0           | 0          | 0            | 0            | 0            | 0            | 1        | 0      | 0           | 0          |

## Giovanili

### Organigramma
Area direttiva
- Direttore settore giovanile: Antonio Palladinetti[169]

Primavera 2
- Allenatore: Salvatore D'Urso
- Allenatore in seconda: Marco Onesti
- Team Manager: Michele Ratini

Under 17
- Allenatore: Maurizio Caccavale
- Allenatore in seconda: Francesco Felli

### Piazzamenti
- Primavera 2:
  - Campionato: 14º[172]
  - Coppa Italia: Trentaduesimi di finale[173]
- Allievi Nazionali Under-17:
  - Campionato: 13º[174]
- Allievi Nazionali Under-16:
  - Campionato: 7º[175]
- Giovanissimi Nazionali Under-15:
  - Campionato: 7º[176]